# Tabanus parachinensis
Tabanus parachinensis är en tvåvingeart som beskrevs av Xu, Zhan och Sun 2006. Tabanus parachinensis ingår i släktet Tabanus och familjen bromsar. Inga underarter finns listade i Catalogue of Life.